# Повіт Ватарай
Пові́т Ватара́й (яп. 度会郡, わたらいぐん, МФА: [wataɾai̯ guɴ]) — повіт у префектурі Міє, Японія.